# Contea di Kwale
La contea di Kwale (in inglese: Kwale County) è una contea del Kenya situata nell'ex Provincia Costiera.
Il capoluogo è Kwale (4 200 abitanti); altre importanti città sono Ukunda (61 000 abitanti) e Msambweni (55 000 abitanti).
Situato a circa 35 km a sud di Mombasa fino a raggiungere il confine della Tanzania, si estendendeva principalmente nell'entroterra, ma si affacciava sull'oceano Indiano con le circoscrizioni di Msambweni e Matuga: qui si trovano note località turistiche come Diani e Tiwi. Tra le maggiori attrazioni sono da segnalare la riserva naturale delle Shimba Hills, il santuario degli elefanti di Mwaluganje ed il parco nazionale marino di Kisite-Mpunguti.
Fino al 2013 era qualificato come distretto.